# Occidryas rubrosuffusa
Occidryas rubrosuffusa är en fjärilsart som beskrevs av Comstock 1926. Occidryas rubrosuffusa ingår i släktet Occidryas och familjen praktfjärilar. Inga underarter finns listade i Catalogue of Life.